# Festival de Cine de Brasilia
El Festival de Cine de Brasilia, oficialmente el Festival de Brasília do Cinema Brasileiro, es un evento cinematográfico celebrado en Brasilia, capital federal de Brasil. Conocido como la Semana del Cine Brasileño durante sus primeras dos ediciones, fue fundado por el diplomático de la Universidad de Brasilia Paulo Emílio Sales Gomes en 1965. Es el festival cinematográfico más antiguo de Brasil.
Los ganadores reciben el Troféu Candango y premios económicos.

## Categorías

### Largometrajes
- Mejor largometraje
- Mejor director
- Mejor actor
- Mejor actriz
- Mejor actor de reparto
- Mejor actriz de reparto
- Mejor guion
- Mejor fotografía
- Mejor dirección de arte
- Mejor banda sonora
- Mejor sonido
- Mejor edición

### Cortometrajes
- Mejor cortometraje
- Mejor director
- Mejor actor
- Mejor actriz
- Mejor guion
- Mejor fotografía
- Mejor dirección de arte
- Mejor banda sonora
- Mejor sonido
- Mejor edición